# Renton (Washington)
Renton es una ciudad del condado de King, Washington. Está localizada en la orilla sureste del Lago Washington, a 21 km al sureste de Seattle.
La población, según el censo del 2000, era de 50 052 habitantes.[cita requerida] La oficina de manejo financiero del estado de Washington estimó la población en 78 780 habitantes el primero de abril de 2008, además que recientemente se anexaron las comunidades de Benson Hill, directamente al sureste de la ciudad.
Es conocida por alojar la planta de montaje final del Boeing 737.
El río Cedar pasa a través de la ciudad y desemboca allí en el lago Washington.